# Грибоедов, Константин Дмитриевич
Константи́н Дми́триевич Грибое́дов (23 октября 1869 — 12 декабря 1913) — русский военный инженер, крупный специалист в сфере канализации, главный инженер управления Императорского кабинета, автор проектов очистных сооружений в Царском Селе, Петербурге и др. городах Российской империи и работ о канализации. В начале XX века предотвратил планировавшуюся засыпку Екатерининского канала в Петербурге.

## Биография и деятельность
Родился в 1869 году. Окончил Николаевскую инженерную академию в Петербурге. Защитил диссертацию на звание преподавателя Николаевской инженерной академии и училища, опубликованную в 1906 году под названием «Современные способы перекачки нечистотных жидкостей и оценка их в техническом и экономическом отношениях». В начале XX века разработал инженерный проект новой канализационной сети в Царском Селе, утверждённый в 1903 году и реализованный в 1903—1907 годах.

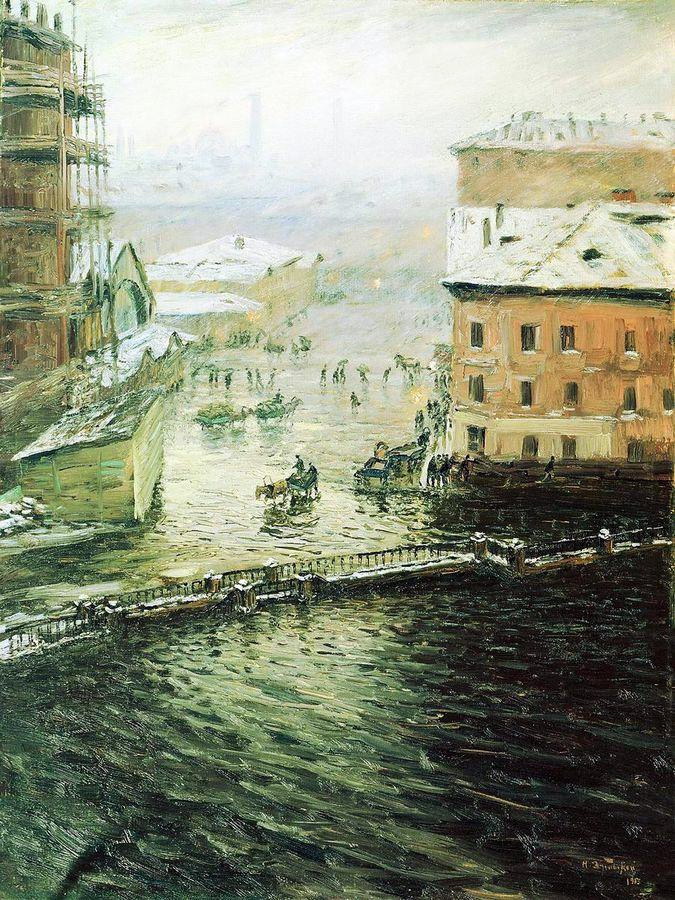
Н. Н. Дубовской. Наводнение на Екатерининском канале. 1903

В начале XX века в отсутствии в Петербурге канализационной системы домовые сточные воды и нечистоты из выгребных ям попадали в городские водоёмы, несмотря на закон 1845 года о запрете присоединения домовых водостоков к уличным, нарушавшийся домовладельцами из экономии на вывозе содержимого выгребных ям. Из-за антисанитарной ситуации в 1904 году в Городской думе рассматривался проект засыпки Екатерининского канала и устройства на его месте проспекта с трамвайным движением. Приведя в пример новую царскосельскую канализационную сеть, Грибоедов отстоял сохранение канала, убедив депутатов в целесообразности выделения средств на его очистку. Участвовал в благоустройстве канала, реконструкции инженерных сооружений.
Разработал гидравлический эжектор для очистки канализационных стоков. Проекты очистных сооружений Грибоедова воплощались в Полтаве, Киеве, Пятигорске.
Грибоедов участвовал в создании канализационной системы в Петербурге, в 1909 году разработал проект канализации Васильевского острова. В 1910 году выступил инициатором создания городской исполнительной комиссии по сооружению и переустройству петербургской канализации. В 1911 году, после эпидемии холеры, был принят закон о принудительном оздоровлении городов. В 1912 году по поручению подготовительной комиссии о способах удаления нечистот Грибоедов выполнил проект канализационного очистного сооружения. Проект «фекалепровода» предполагал строительство в разных частях города подземных бетонных резервуаров («фекалеприёмников») для сбора нечистот, транспортировка которых по городу должна была осуществляться в герметичных бочках. Затем посредством сжатого воздуха содержимое резервуара вытеснялось в специальные трубы и устремлялось к морю или свалке со скоростью 2,5 фута в секунду. Проект был реализован на Васильевском острове.
Совместно с архитекторами А. И. фон Гогеном и В. И. Шене участвовал в проектировании здания магазина Гвардейского экономического общества, построенного на Павловском шоссе в Царском Селе в 1911—1914 годах.
Скончался 12 декабря (25 декабря) 1913 в Гейдельберге. Похоронен на Никольском кладбище Александро-Невской лавры.

## Наследие и память
Известен шаржированный портрет К. Д. Грибоедова, выполненный российско-швейцарским карикатуристом Полем Робером и опубликованный в 1912 году в «Петербургской газете» в ряду шаржей на известных петербуржцев начала XX века.

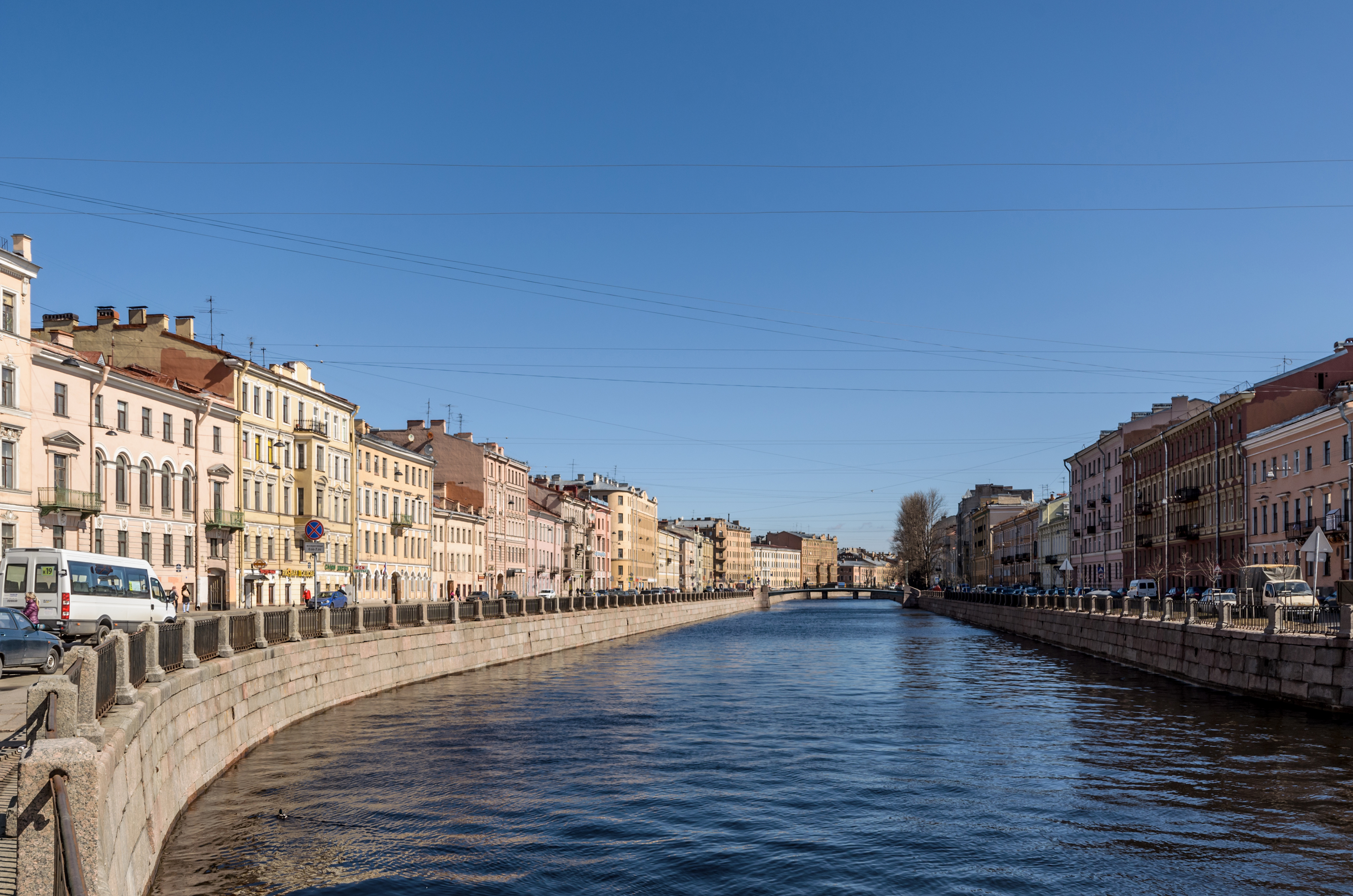
Канал Грибоедова. 2013

В 1914—1917 годах в Царском Селе на территории Баболовского парка, при Доме призрения увечных воинов, построенного по инициативе императрицы Александры Фёдоровны для инвалидов Русско-японской войны и нуждавшегося в расширении в связи с событиями Первой мировой войны, по проекту К. Д. Грибоедова, предусматривавшему строительство по новым для начала XX века технологиям — с применением блоков бетонита, были выстроены одноэтажные дома с двускатными крышами для проживания инвалидов с семьями. Из десяти построенных к 1917 году по грибоедовскому проекту домов на начало XXI века сохранилось три.
Историки Петербурга указывают на существование городской легенды, согласно которой переименование советскими властями Екатерининского канала в 1923 году связано с именем спасшего канал от засыпки и занимавшегося его благоустройством К. Д. Грибоедова, а не его однофамильца-драматурга. Версия опровергается специалистами по топонимике.